# Диппах (Тюрингия)
Диппах (нем. Dippach) — община в Германии, в земле Тюрингия.
Входит в состав района Вартбург. Подчиняется управлению Берка/Верра. Население составляет 1087 человек (на 31 декабря 2010 года). Занимает площадь 6,07 км².